# Стентон-стріт
Стентон-стріт (англ. Stanton Street) — вулиця із заходу на схід в боро Нью-Йорка Мангеттен, що в околицях Нижнього Іст-Сайду. Вулиця починається від Бауері на заході та йде на схід до тупика повз Пітт-стріт, що примикає до Гамільтон-Фіш-парку. Коротша ділянка Стентон-стріт також існує на схід від Колумбія-стріт. Її було ізольовано від решти вулиці в 1959 році з будівництвом будинків Гомперса та веж Масарика.
Стентон-стріт в основному має велосипедну доріжку, проїзжу смугу та смугу для паркування. Пролягає в одному кварталі на північ від Рівінгтон-стріт і в одному кварталі на південь від Х'юстон-стріт. Вулиця названа на честь Джорджа Стентона, сподвижника землевласника Джеймса Де Лансі.

## Знатні жителі
Леді Гага жила там до того, як стала відомою.